# Llanfair-ar-y-bryn
Llanfair-ar-y-bryn är en community utanför Llandovery, i Carmarthenshire i Wales. 
Llanfair-ar-y-bryns ursprungliga kyrka låg utanför församlingen (nuvarande communityn). Där ligger psalmdiktaren William Williams begravd. År 1883 byggdes en kyrka i Cynghordy inom församlingen.